# Happy Mondays
Happy Mondays est un groupe de rock alternatif britannique, originaire de Salford, une banlieue industrielle de Manchester, en Angleterre.

## Biographie

### Première période
Menés par Shaun Ryder, les Happy Mondays signent sur le label Factory Records grâce à Rob Gretton, et sortent en septembre 1985 un premier EP, Forty Five (FAC 129), comportant trois titres. Vini Reilly devait produire l'album mais, effrayé par leur attitude, il quitte les studios, et est remplacé par le deejay Mike Pickering. Ils enregistrent en 1987 l'album Squirrel and G-Man Twenty Four Hour Party People Plastic Face Carnt Smile (White Out) produit par John Cale qui intronise les années madchester (mouvement musical essentiellement mancunien, à base de rock, de house, de funk) faisant avec ce mélange unique et détonnant, les belles heures du club l'Haçienda.
Ils sortent plus tard les albums Bummed produit par Martin Hannett, et surtout en 1990 Pills 'n' Thrills and Bellyaches (produit par Paul Oakenfold) avec lequel ils connaissent leur plus grand succès et une grande exposition médiatique. Il est certifié disque de platine au Royaume-Uni, avec plus de 350 000 exemplaires vendus. L'album est enregistré aux Capitol Studios de Los Angeles. Les singles Step On et Kinky Afro de l'album atteignent les classements. Cette année, le groupe joue au Glastonbury Festival.
Yes Please! suit en 1992, produit par Chris Frantz et Tina Weymouth, enregistré au studio d'Eddy Grant. Mais trop de drogues, de fêtes et de consommations illicites en tous genres finissent par détruire le groupe qui se sépare en 1994. Shaun Ryder fondera un peu plus tard le groupe Black Grape.

### Deuxième période
En 2006, après quelques prestations scéniques, les Happy Mondays annoncent qu'ils ont enregistré un nouvel album avec le producteur Howie B. En 2007, Shaun Ryder, Gary Whelan à la batterie et  Mark « Bez » Berry, accompagnés de Rowetta Satchell, remontent sur scène. Le temps et les abus ont laissé des traces, mais cela permet de sentir un peu l’ambiance mythique et mystifiée de Manchester à l’instar des films 24 Hour Party People de Michael Winterbottom ou Control d'Anton Corbijn.

### Troisième période
Le groupe annonce en septembre 2012 qu'ils écrivent leur nouvel album et qu'ils travaillent en studio.

## Discographie

### Albums studio
- 1987 : Squirrel and G-Man Twenty Four Hour Party People Plastic Face Carnt Smile (White Out) (Factory Records)
- 1988 : Bummed (Factory Records)
- 1990 : Pills 'n' Thrills and Bellyaches (Factory Records)
- 1992 : Yes Please! (Factory Records)
- 2007 : Uncle Dysfunktional (Sequel Records)

### Albums live
- 1991 : Live
- 2005 : Step On - Live in Barcelona

### Singles et EP
- 1985 : Forty Five (EP)
- 1986 : Freaky Dancing
- 1987 : Tart tart
- 1987 : 24 Hour Party People
- 1988 : Wrote For Luck
- 1989 : Lazyitis
- 1989 : Madchester Rave On (EP)
- 1990 : Step On
- 1990 : Kinky Afro
- 1991 : Loose Fit
- 1991 : Bob's Yer Uncle
- 1991 : Judge Fudge
- 1992 : Stinkin Thinkin
- 1992 : Sunshine and Love
- 2005 : Playground Superstar
- 2007 : Jellybean
- 2007 : Dysfunktional Uncle